# Yannick Bastos
Yannick Bastos (Luxemburg, 30 mei 1993) is een Luxemburgs voetballer die uitkomt voor Bolton Wanderers in Engeland. Bastos is een middenvelder die sinds 2013 deel uitmaakt van het nationaal elftal van Luxemburg.

## Clubcarrière
Bastos speelde voor clubs in Luxemburg en Duitsland, zoals US Rumelange, SV Eintracht Trier 05 en FC Differdange 03. Begin 2014 stapte hij over naar Bolton Wanderers.

## Interlandcarrière
Onder leiding van bondscoach Luc Holtz maakte Bastos zijn debuut voor Luxemburg op 14 augustus 2013 in de vriendschappelijke thuiswedstrijd tegen Litouwen (2-1), net als zijn clubgenoten Andy May en Antonio Luisi (beiden FC Differdange 03). Bastos viel in dat duel na 71 minuten in voor David Turpel (FC Etzella Ettelbréck).